# Jonas Mocartas
Jonas Mocartas (*  26. März 1943 in Varsėdžiai, Rajongemeinde Šilalė; † 17. Februar 2003 in Vilnius) war ein litauischer konservativer Politiker.

## Leben
1961 absolvierte Mocartas das Elektromechanik-Technikum Vilnius und 1977 1959 das Diplomstudium des Wirtschaftsingenieurwesens am Vilniaus inžinerinis statybos institutas.
Er leitete das Unternehmen UAB „Alsos statyba“. Von 1996 bis 2000 war er Mitglied im Seimas. Von 2001 bis 2003 arbeitete er als Berater bei UAB „Alsa“.
Mocartas war Mitglied von Tėvynės Sąjunga, ab 2000 der Nuosaikiųjų konservatorių sąjunga.
Mocartas war verheiratet. Mit Frau Angelė hatte er den Sohn Andrius.
Sein Grab befindet sich im Friedhof Rokantiškės.